# Пушкарьова Марина Михайлівна
Марина Михайлівна Пушкарьова (рос. Марина Михайловна Пушкарёва; нар. 24 серпня 1989, Полтавська, Краснодарський край, РРФСР) — російська футболістка, захисниця. Виступала за збірну Росії.

## Клубна кар'єра
Розпочала професіональну кар'єру 2006 року в вітебському «Університеті». У 2007 році перейшла до «Кубаночки». У клубі стала першою, хто досяг позначки 100 матчів у вищій лізі (20 червня 2015 року, матч «Кубаночка» — «Зоркий»). Триразова фіналістка Кубку Росії (2014, 2015, 2016).
У 2016 році уклала контракт із «Астаною», у складі клубу стала віце-чемпіонкою та фіналісткою Кубку Казахстану.
У 2017 році виступала у вищій лізі Росії за «Дончанку» (Азов).

## Кар'єра в збірній
У складі збірної Росії брала участь в Універсіаді 2013.
У національній збірній Росії дебютувала 18 січня 2013 року у товариському матчі проти Англії. Загалом у 2013—2014 роках зіграла 3 матчі.

## Досягнення
- Перший дивізіон Росії
  -  Чемпіон (1)
  -  Бронзовий призер (1)

- Кубок Росії
  -  Фіналіст (2): 2014, 2015

- 10 травня 2016 року присвоєно спортивне звання «Майстер спорту Росії»[1].

## Особисте життя
Закінчила КДУФКСТ. Окрім футболу захоплюється читанням книг та вирішенням головоломок.